# 원흥리신라말·고려초기청자요
원흥리 신라말·고려초기 청자요(元興里 新羅末·高麗初期 靑瓷窯)는 경기도 고양시 덕양구 원흥동에 있는 가마터이다. 1985년 6월 28일 경기도의 문화재자료 제64호로 지정되었다.

## 개요
요지란 자기나 기와, 그릇을 만들어 굽던 가마터를 말한다.
이 가마터는 건지산의 동쪽 산기슭에 있으며, 거대한 언덕 위에 5∼6개소의 청자 파편 더미가 있다. 신라 말기에서 고려 초기인 10세기후반에서 11세기 전반 시기의 청자 가마터로 추정하고 있다.
이곳에서 출토되는 자기 조각들은 비교적 고운 흙을 사용하였고, 유약은 암록색·황갈색을 띠고 있다. 대부분 무늬가 없으며, 회백색의 내화토(불이나 열에 잘 견디는 흙) 받침으로 얇게 받쳐 있다. 도자기의 형태는 밖으로 벌어진 대접, 아가리부분이 말린 바리(발), 조그마한 주발(완), 항아리 등 주로 그릇이나 대접류가 대부분을 차지한다.
이 가마터는 우리나라 초기 청자 가마터 중의 대표적인 곳으로, 고려청자 연구에 있어서 매우 중요하다.

## 참고 문헌
- 원흥리신라말·고려초기청자요 - 국가유산청 국가유산포털